# Ancient Ceremony
Ancient Ceremony è una band symphonic black metal Tedesca fondata nella Renania-Palatinato. Inizialmente il nome era semplicemente "Ancient" poi cambiato in quello attuale a causa di questioni di copyright con una band olandese. I temi principali delle loro canzoni sono il satanismo e tematiche anti-cristiane.

## Formazione
- Chris Anderle - (voce)
- Patrick Meyer - (chitarra)
- Jones - (basso)
- Manuel Steitz - (batteria)
- Christoph Rath - (tastiere)

## Discografia
- 1993 - Where Serpents Reign (demo)
- 1994 - Cemetary Visions (Ep)
- 1997 - Under Moonlight We Kiss
- 1999 - Fallen Angel's Symphony
- 2000 - Synagoga Diabolica
- 2002 - The Third Testament
- 2005 - P.uritan's B.lasphemy C.all (Ep)